# 2-甲基吲哚
2-甲基吲哚是吲哚的衍生物，化学式 C9H9N。

## 制备
2-甲基吲哚可以由2-甲基乙酰苯胺和氨基钠在醚中反应，然后加热到240 °C，最后与水和乙醇反应而成。它也可以从煤焦油中提取。

## 性质
2-甲基吲哚是易燃、有臭味、对光敏感的白色至棕灰色固体，难溶于水。它和粪臭素是同分异构体，摩擦发光。

## 用处
2-甲基吲哚可用于傅-克反应，植物生长抑制剂的生产，麦克尔加成反应和环氧合酶抑制剂的生产。它也用于生产偶氮染料。